# Pico Turquino
De Pico Turquino is het hoogste punt van het eiland Cuba met een hoogste van 1974 meter boven zeeniveau. Het is de enige plek in Cuba waar officieel sneeuwval is geregistreerd (1900).

## Geografische ligging
De berg is gelegen in het midden van de la Sierra Maestra, de grootste bergketen van Cuba. De berg ligt in een gebied van 17.540 hectare vol met rivieren, bos, valleien en andere bergtoppen. Er zijn twee wegen om de berg te beklimmen, een vanuit de provincie Santiago de Cuba, en een andere, makkelijkere weg vanuit de provincie Granma.

## Geschiedenis
De eerste bron van bezoek aan de top dateert uit april 1915. Het was de Zweedse botanicus Sven Petrus Ekman (1876-1964) die de tocht maakte. Enkele maanden later, aan het eind van 1915 werd er echter een brief uitgegeven die in 1860 door de destijds 20-jarige Engelsman Frederick Ramsden werd geschreven. Deze brief was gericht aan zijn moeder en omschreef zijn tocht naar de top van de berg.
De berg stond omschreven als "Tarquino" op een kaart die eind de 16e eeuw werd gemaakt door de Vlaamse geograaf Gerard Mercator. Het gebied, ten tijde van de Spaanse verovering gedomineerd door de Taíno bevolking, werd Tarquino of Turquino genoemd. Er wordt aangenomen dat de naam van de inheemse woorden turey en quino komt. Het eerste woord werd gebruikt om de hemel aan te duiden en het tweede woord werd gebruikt om een belangrijk of verheven persoon of ding te benoemen. Hierdoor wordt aangenomen dat Turquino "Berg van de Hemel" of "Hoogte van de Hemel" betekent.
Op de top bevindt zich een borstbeeld van José Martí dat is geplaatst ter ere van zijn honderdste verjaardag in 1953. Het borstbeeld is een werk van beeldhouwer Jilma Madera en aan de voet van het beeld staat een zin: "Escasos como los montes son los hombres que saben mirar desde ellos y sienten con entrañas de nación o de humanidad". Vertaald betekent dit: "Schaars als de bergen, zijn mannen die weten dat ze vanuit zichzelf moeten kijken en die het lef van de natie of de mensheid voelen."